# Disporum calcaratum
Disporum calcaratum là một loài thực vật có hoa trong họ Măng tây. Loài này được D.Don mô tả khoa học đầu tiên năm 1839.